# Lynnville (Indiana)
Lynnville é uma cidade  localizada no estado americano de Indiana, no Condado de Warrick.

## Demografia
Segundo o censo americano de 2000, a sua população era de 781 habitantes.
Em 2006, foi estimada uma população de 817, um aumento de 36 (4.6%).

## Geografia
De acordo com o United States Census Bureau tem uma área de
5,0 km², dos quais 4,4 km² cobertos por terra e 0,6 km² cobertos por água. Lynnville localiza-se a aproximadamente 147 m acima do nível do mar.

## Localidades na vizinhança
O diagrama seguinte representa as localidades num raio de 16 km ao redor de Lynnville.